# Cláudio Ramos
Cláudio José Pinto Ramos Nascimento (Luanda, 10 de novembro de 1973) é um apresentador de televisão, cronista social e escritor português.
É autor de um blog pessoal, de nome "Eu, Cláudio", que em  2018 recebeu o prémio de Melhor Blog de Entretenimento.

## Biografia
Nascido em Angola, veio para Portugal em 1976, tendo vivido em Vila Boim, Elvas. É o segundo de oito filhos. Saiu de casa aos 16 anos, após o divórcio dos pais.
Desde criança que queria ser apresentador de televisão, e sempre acreditou que a sua vida passava pela comunicação, em qualquer uma das vertentes.
Em 2002 casou-se com Susana, uma professora do ensino básico, com quem teve uma filha, Leonor. O seu padrinho de casamento, o produtor Miguel Judas, ajudou-o a entrar no mundo da televisão. Depois de ter enviado currículos, escrever para jornais locais e ir a castings, conseguiu chegar ao programa Noites Marcianas (SIC) como "agente provocador", em 1999.
Foi apresentador de Queridas Manhãs na SIC, na rubrica Jornal Rosa, e em certos momentos do programa foi um dos apresentadores principais do mesmo, particularmente desde que Júlia Pinheiro saiu de Queridas Manhãs.
A partir de 2015 e até 2020 apresentou o programa Contra Capa, na SIC Caras.
De 2016 a 2020 foi comentador no programa Passadeira Vermelha, na SIC Caras.
Com a mudança de Cristina Ferreira para a SIC, integrou O Programa da Cristina como "vizinho" e apresentador substituto.
A 10 de fevereiro de 2020 é confirmada a sua transferência para a TVI para ser o apresentador do Big Brother 2020. Em 2021, apresentou o Big Brother - Duplo Impacto, ao lado de Teresa Guilherme. E no mesmo ano, passa a apresentar o programa Dois às 10, ao lado de Maria Botelho Moniz. Entre setembro e dezembro de 2021, apresenta com Manuel Luís Goucha o Big Brother 2021.

## Vida pessoal
Em 2002 casou-se com Susana, casamento do qual tem uma  filha, Leonor. No dia 5 de dezembro de 2015, assumiu em entrevista a Daniel Oliveira, no programa "Alta Definição", ser homossexual.

### Saúde
Em setembro de 2020 sentiu-se mal e teve de ser internado no Hospital de Santa Cruz, em Carnaxide, devido a uma arritmia e a um ataque de pânico. Na altura, e depois de se ter noticiado esse internamento, o apresentador esclareceu que era acompanhado naquele hospital há quatro anos, depois de ter sido operado ao coração. Em 1 de outubro de 2022 foi internado no Hospital da Luz, onde foi submetido a uma cardioversão elétrica.

## Carreira

### Rádio
- RDP – Elvas
- Manhãs da Renascença (Rádio Renascença de Elvas)

### Cinema
- A Bela e o Paparazzo (2010)

### Televisão
| Ano             | Canal               | Programa                                          | Obs.                                                                         |
| --------------- | ------------------- | ------------------------------------------------- | ---------------------------------------------------------------------------- |
| 2001            | SIC                 | Noites Marcianas                                  | Comentador                                                                   |
| 2002            | Canal 21 da TV Cabo | Noites InteraCtivas                               | Comentador                                                                   |
| 2002            | TVI                 | Big Brother Famosos 2                             | Concorrente                                                                  |
| 2003            | TVI                 | Ólho Vídeo                                        | Comentador/ Apresentador substituto                                          |
| 2003            | TVI                 | Rosa Choque                                       | Comentador                                                                   |
| 2004 - 2005     | SIC                 | Às Duas por Três                                  | Comentador                                                                   |
| 2004 - 2005     | SIC                 | SIC 10 Horas                                      | Comentador                                                                   |
| 2005 - 2009     | SIC                 | Fátima                                            | Comentador                                                                   |
| 2009 - 2010     | SIC                 | Vida Nova                                         | Apresentador da Rúbrica "Cara Nova"                                          |
| 2010 - 2011     | SIC                 | Companhia das Manhãs - Capa de Revista            | Comentador com Ana Marques                                                   |
| 2011 - 2014     | SIC                 | Querida Júlia                                     | Comentador da Rúbrica "Jornal Rosa" com Ana Marques                          |
| 2013 - 2014     | SIC                 | Portugal em Festa                                 | Repórter/ Apresentador substituto                                            |
| 2013            | SIC                 | Splash! Celebridades                              | Concorrente                                                                  |
| 2014 - 2018     | SIC                 | Queridas Manhãs                                   | Comentador/ Apresentador                                                     |
| 2015 - 2019     | SIC Caras           | Contra Capa                                       | Apresentador                                                                 |
| 2015 - 2020     | SIC Caras/ SIC      | Passadeira Vermelha                               | Comentador/ Apresentador substituto                                          |
| 2019 - 2020     | SIC                 | O Programa da Cristina                            | Assistente / Apresentador substituto                                         |
| 2020            | TVI                 | Nunca Desistir                                    | Apresentador ao lado de Fátima Lopes                                         |
| 2020            | TVI                 | BB ZOOM                                           | Apresentador                                                                 |
| 2020            | TVI                 | Big Brother 2020                                  | Apresentador                                                                 |
| 2020            | TVI                 | Portugal na TVI                                   | Apresentador                                                                 |
| 2020 - 2023     | TVI                 | Somos Portugal                                    | Apresentador esporádico                                                      |
| 2020            | TVI                 | Todos por Todos: Missão Continente                | Apresentador                                                                 |
| 2020            | TVI                 | Em Família                                        | Apresentador com Maria Cerqueira Gomes                                       |
| 2020            | TVI                 | Você na TV!                                       | Apresentador de uma emissão ao lado de Manuel Luís Goucha                    |
| 2020            | TVI                 | Natal em Família                                  | Apresentador em dupla com Maria Cerqueira Gomes                              |
| 2020            | TVI                 | Somos Natal                                       | Apresentador                                                                 |
| 2021            | TVI                 | Big Brother - Duplo Impacto                       | Apresentador ao lado de Teresa Guilherme                                     |
| 2021 - 2023     | TVI                 | Dois às 10                                        | Apresentador ao lado de Maria Botelho Moniz                                  |
| 2021            | TVI                 | Em Família                                        | Apresentador com Maria Botelho Moniz e Manuel Luís Goucha                    |
| 2021            | TVI                 | Estamos aqui por si                               | Apresentador com Maria Botelho Moniz e Manuel Luís Goucha                    |
| 2021            | TVI                 | Parabéns, Portugal                                | Apresentador                                                                 |
| 2021            | TVI                 | Joga Portugal                                     | Apresentador                                                                 |
| 2021            | TVI                 | O Amor Acontece                                   | Apresentador de um "Diário" com Maria Botelho Moniz                          |
| 2021            | TVI                 | Big Brother 2021                                  | Apresentador ao lado de Manuel Luís Goucha                                   |
| 2021            | TVI                 | A Festa                                           | Apresentador                                                                 |
| 2022            | TVI                 | Parabéns TVI 29° Aniversário                      | Apresentador                                                                 |
| 2022            | TVI                 | Especial Primavera                                | Apresentador                                                                 |
| 2022            | TVI                 | 1 ano de Festa                                    | Apresentador ao lado de Maria Botelho Moniz                                  |
| 2022 - 2023     | TVI                 | Em Família                                        | Apresentador, ao lado de Maria Cerqueira Gomes, em substituição de Ruben Rua |
| 2022            | TVI                 | Big Brother 2022                                  | Apresentador de um "Extra Especial"                                          |
| 2022 - presente | TVI                 | Há Festa no Hospital                              | Apresentador                                                                 |
| 2023            | TVI                 | Parabéns TVI 30° Aniversário                      | Apresentador                                                                 |
| 2023            | TVI                 | Dois às 10 - Especiais                            | Apresentador ao lado de Cristina Ferreira / Maria Botelho Moniz              |
| 2023            | TVI                 | Goucha - Especiais                                | Apresentador ao lado de Cristina Ferreira e Manuel Luís Goucha               |
| 2023            | TVI                 | 2 anos de Festa                                   | Apresentador ao lado de Cristina Ferreira                                    |
| 2023            | TVI                 | Arraial TVI                                       | Apresentador                                                                 |
| 2023            | TVI                 | Palácio das Estrelas                              | Apresentador ao lado de Maria Cerqueira Gomes e Idevor Mendonça              |
| 2023 - presente | TVI                 | Dois às 10                                        | Apresentador ao lado de Cristina Ferreira                                    |
| 2024            | TVI                 | Big Brother - Desafio Final 2                     | Apresentador                                                                 |
| 2024            | TVI                 | Parabéns TVI 31° Aniversário                      | Apresentador                                                                 |
| 2024            | TVI                 | Big Brother 2024                                  | Apresentador                                                                 |
| 2024            | TVI                 | Goucha                                            | Apresentador na ausência de Manuel Luís Goucha                               |
| 2025            | TVI                 | Ano Novo, Vida Nova                               | Apresentador ao lado de Maria Cerqueira Gomes                                |
| 2025            | TVI                 | Secret Story - Casa dos Segredos: Desafio Final 5 | Apresentador                                                                 |
| 2025            | TVI                 | Big Brother 2025                                  | Apresentador                                                                 |
| 2025            | TVI                 | Dois às 10 - Especial Festas Populares            | Apresentador ao lado de Maria Cerqueira Gomes                                |
| 2025            | TVI                 | Especial Festas Populares                         | Apresentador ao lado de Cristina Ferreira                                    |

Outros
| Ano  | Programa                           | Obs.                               | Canal |
| ---- | ---------------------------------- | ---------------------------------- | ----- |
| 2019 | Golpe de Sorte                     | Participação Especial              | SIC   |
| 2020 | Dia de Cristina                    | Participações Especiais            | TVI   |
| 2020 | Mental Samurai - Estrelas de Natal | Concorrente                        | TVI   |
| 2021 | Conta-me                           | Entrevistado por Cristina Ferreira | TVI   |
| 2021 | All Together Now                   | Jurado convidado                   | TVI   |
| 2021 | Cristina ComVida                   | Participações Especiais            | TVI   |
| 2022 | Festa é Festa                      | Participação Especial              | TVI   |
| 2022 | Toda a Gente Me Diz Isso           | Participação Especial              | TVI   |

### Elenco Adicional
- Uma Casa em Fanicos (RTP)
- Médico de Família (SIC)
- Jardins Proibidos (TVI)

## Livros

### Romances
- Em nome dos homens (2002: romance
- Geneticamente fúteis (2008): romance
- Abraça-me (2009): romance
- O Rapaz (2024): romance

### Livros práticos
- Valorize-se, organize-se (2013)
- Homem com estilo vale por dois (2013)
- Equilíbrio (2016)[5]
- Truques do Cláudio – Poupar de A a Z (2017)

### Literatura infantil
- As aventura de Cocas (2004) - literatura infantil

### Outros
- Passeio das estrelas (2003)
- O amor não é isto (2014)
- Eu, Cláudio (2020)